# Rita Levi-Montalcini racconta la scuola ai ragazzi
Rita Levi-Montalcini racconta la scuola ai ragazzi è un romanzo autobiografico e divulgativo di Rita Levi-Montalcini.

## Trama
Adoperando un linguaggio semplice e diretto sotto forma di domande e risposte, in questo libriccino di appena 60 pagine il premio Nobel Rita Levi-Montalcini racconta i suoi primi anni sui banchi di scuola segnati dalla tragica esperienza della prima guerra mondiale, le aspirazioni che l'hanno portata da grande a scegliere la facoltà di Medicina e Chirurgia e gli ostacoli che ha dovuto superare - in quanto donna - per conciliare il suo diritto allo studio con la ricerca scientifica.
Elogia la cultura come unico strumento capace di emancipare dall'ignoranza, dalla superstizione e dalla povertà; invita a disinteressarsi di noi stessi pensando invece ad aiutare chi ha bisogno; a non dare importanza a ciò che gli altri pensano di noi al fine di evitare inutili ossessioni nonché ad essere animati costantemente da una buona dose di ottimismo, nonostante le sciagure che affliggono gran parte dell'umanità. Infatti, "essere pessimisti è pericoloso e sterile. […] Quando mi rivolgo ai giovani li incoraggio ad affrontare la vita con serenità e impegno".
Racconta il suo quotidiano prodigarsi a favore dell'alfabetizzazione delle donne africane, garantendo loro una adeguata istruzione attraverso l'assegnazione di borse di studio erogate dalla Fondazione che porta il suo nome. Denuncia i soprusi a cui debbono ancora oggi sottostare molto donne, vittime di una sub-cultura maschilista che le relega al ruolo di schiave, così tristemente descritte in una poesia da una ragazza africana di 12 anni:

## Edizioni
- Con Giuseppina Tripodi, Rita Levi-Montalcini racconta la scuola ai ragazzi, pag. 60, Fabbi Editori - 2007 ISBN 978-88-451-4308-3